# Église Saint-Léger d'Offoy
L'église Saint-Léger d'Offoy est située à Offoy dans le département de la Somme à environ 20 km au sud de Péronne.

## Histoire
La construction de l'église remonte pour partie à la fin du XIIe siècle et au XVIe siècle pour le reste. L'église a été restaurée en 1952.

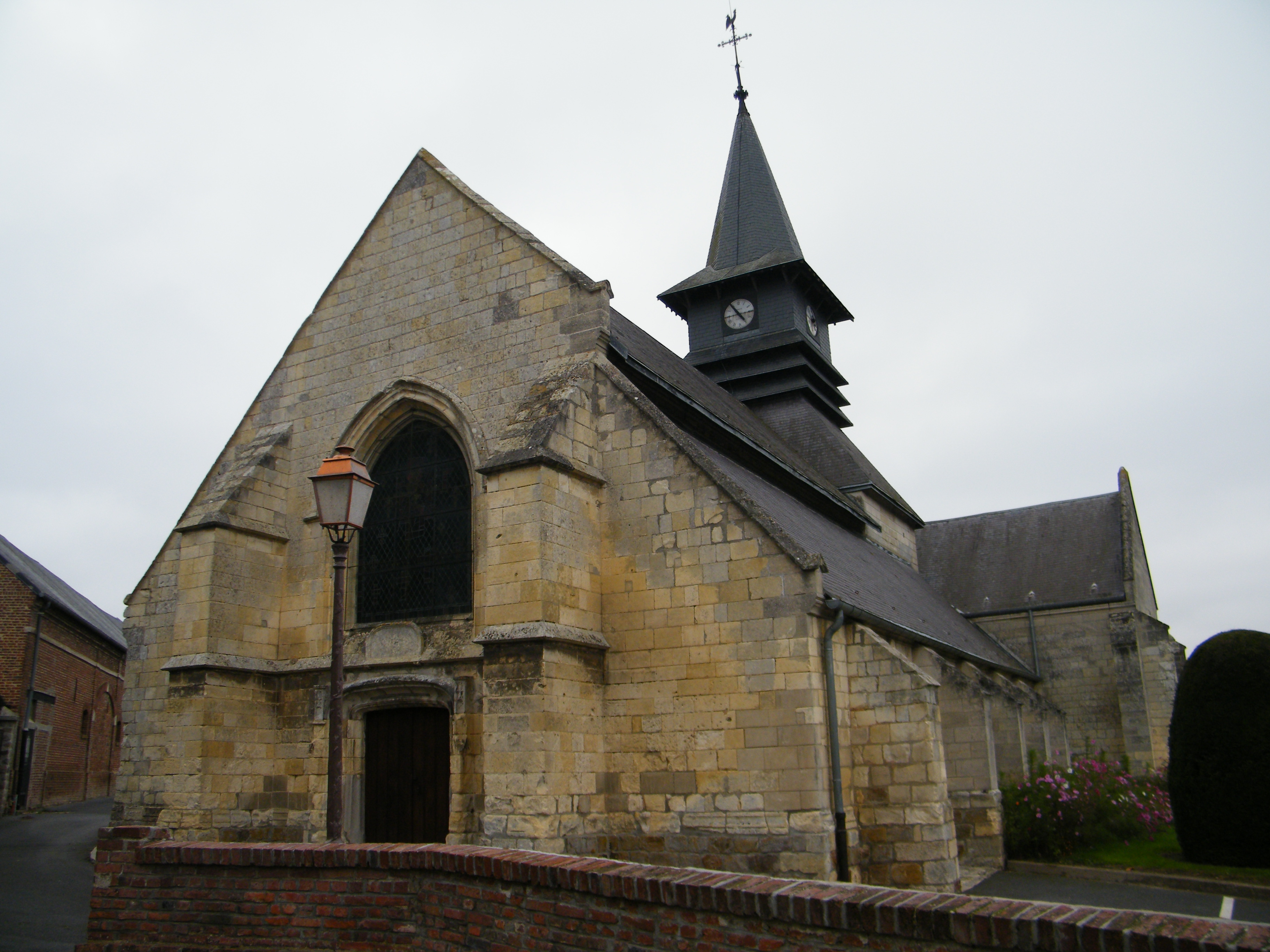

## Caractéristiques
L'église d'Offoy est construite en pierre et recouverte d'ardoise. Elle possède une nef à bas côtés, un transept saillant et un chœur à chevet plat. Un clocher à flèche recouvert d'ardoises couronne l'édifice en son milieu. La façade, d'une grande sobriété est renforcée par des contreforts tout comme la nef.
Dans la chapelle sud se trouve la tombe mutilée d'une dame de Luxembourg épouse d'un Montmorency. Dans l'autre chapelle se trouve la tombe de Georges Touquet, capitaine-gouverneur d'Offoy en 1572. 
L'église a été dotée en 1952 de vitraux conçus par Max Ingrand.